# Dina Carroll
Pour les articles homonymes, voir Carroll.
Dina Carroll, née le 21 août 1968 à Newmarket dans le Suffolk en Angleterre est une auteure-compositrice-interprète britannique.
Elle connaît le succès dans les années 1990, essentiellement au Royaume-Uni, avec plusieurs chansons dans les genres RnB, soul et dance et les deux seuls albums de sa carrière, So Close (1993) et Only Human (1996) certifiés plusieurs fois disques de platine par la British Phonographic Industry.
Elle remporte le Brit Award de la meilleure artiste solo féminine britannique en 1994.

## Biographie

### Début de carrière
Geraldine (Dina) Carroll est née à Newmarket en Angleterre d'une mère d'origine écossaise et d'un père afro-américain. Dès son plus jeune âge, elle commence à chanter avec sa sœur, puis gagne un concours de chant organisé à son école. À 16 ans, bien décidée à poursuivre une carrière dans l'industrie musicale, elle déménage à Londres après avoir signé un contrat avec un label discographique indépendant de dance, Streetwave,. Elle intègre le groupe Masquerade avec qui elle sort deux singles en 1985, Set It Off et One Nation, qui se classent dans le UK Singles Chart, respectivement 86e et 54e,.
En 1989, elle quitte Streetwave pour Jive Records qui publie son premier single en solo, People All Around the World, suivi de Me sienta sola (We Are One), qui se font entendre dans les discothèques britanniques. Un troisième single, une reprise de Walk On By interprétée à l'origine par Dionne Warwick, fait une apparition dans le classement des ventes au Royaume-Uni à la 95e place en décembre 1989 mais fait mieux aux Pays-Bas (53e du Single Top 100 en mars 1990),.
En 1990 et 1991, Dina Carroll collabore avec des projets de musique dance : Brothers in Rhythm avec Peace and Harmony, Simon Harris et Monte Luv avec Don't Stop the Music et surtout le duo de DJs Quartz avec une reprise de It's Too Late de Carole King dont le succès s'étend au-delà des pistes de danse puisque le titre grimpe jusqu'à la 8e place du hit-parade britannique et se classe 21e en Autriche,. Dans la foulée sort un deuxième single commun au duo et à la chanteuse, Naked Love (Just Say You Want Me) qui arrive 39e au Royaume-Uni et 27e en Autriche,.

### Succès en solo
Après ces succès, Dina Carroll saisit l'opportunité de signer un contrat avec A&M Records qui distribue en 1992 le single Ain't No Man qui devient le premier véritable succès en solo de la chanteuse en atteignant la 16e place au Royaume-Uni. Le titre suivant, Special Kind of Love, obtient le même classement et franchit les frontières en étant 26e aux Pays-Bas, 60e en Allemagne et 78e au Canada,. Un troisième single, So Close, est 20e au Royaume-Uni, 57e au Canada et réussit même à se faire une petite place (95e) dans le Billboard Hot 100 aux États-Unis,. Ces trois chansons sont extraites de l'album So Close qui sort en janvier 1993. Dina Carroll en a coécrit la majorité des titres qui le composent. Il a non seulement les faveurs des critiques, (selon Music Week il s'agit d'une collection de titres urban dance et soul qui sortent du lot) mais aussi celles du public. So Close entre en effet directement à la 2e place du UK Albums Chart fin janvier 1993 (une place qu'il retrouvera un an après en janvier 1994).
La chanteuse est nommée dans la catégorie révélation britannique aux Brit Awards 1993, un prix qui est décerné à Tasmin Archer, tandis que l'album génère trois autres tubes Outre-Manche: This Time, Express et Don't Be a Stranger, ce dernier culminant à la 3e place du hit-parade national,. Et pour bien terminer l'année, une reprise d'une chanson de la comédie musicale Sunset Boulevard, The Perfect Year, sort en décembre et s'offre un top 5 dans le UK Singles chart.
Certifié quadruple disque de platine par la British Phonographic Industry pour 1 200 000 ventes, l'album So Close est proposé au Mercury Prize. Il est également nommé dans la catégorie meilleur album britannique lors des Brit Awards 1994 tandis que Don't Be a Stranger est proposée meilleur single britannique et que Dina Carroll remporte le trophée de la meilleure artiste solo féminine britannique,.
Pendant l'enregistrement de son deuxième album, Only Human, Dina Carroll apprend qu'elle souffre d'une maladie d'origine génétique, l'otospongiose. Sorti en octobre 1996, Only Human est distribué par Mercury Records. Comme son prédécesseur, il entre directement à la 2e place du UK Albums chart mais comptera moins de semaines de présence dans le classement. Certifié disque de platine au Royaume-Uni, on y retrouve la chanson The Perfect Year et il donne deux nouveaux singles, Escaping et Only Human, respectivement 3e et 33e dans le palmarès britannique.
Dina Carroll est nommée pour le Brit Award de meilleure artiste solo féminine britannique en 1997 qui est remportée par la chanteuse Gabrielle.

### Prise de distance avec la scène musicale
En 1998, Dina Carroll sort un single One, Two, Three, et un autre en 1999, Without Love, orientés dance pop et qui sont à nouveau des succès dans son pays, mais l'album qui devait suivre, simplement intitulé Dina Carroll, n'est pas commercialisé, à cause de différends avec la maison de disques. Seuls circulent un test pressing et un bootleg.
Elle participe ensuite, parmi une multitude d'artistes, à un single caritatif reprenant It's Only Rock 'n Roll (But I Like It) des Rolling Stones. 
En 2001 sort une compilation de ses succès, The Very Best of... (15e au hit-parade) et une reprise de Someone Like You de Van Morrison pour la bande originale du film Le Journal de Bridget Jones (38e et deux semaines de présence dans le UK Singles chart).
Dina Carroll prend ensuite ses distances avec la scène musicale. Elle ne réapparaît qu'en 2016 sur un single en collaboration avec The Dig Band et lors d'un concert avec d'autres artistes en hommage à David Gest (en),.

## Discographie
Albums
- 1993 : So Close
- 1996 : Only Human

Compilations
- 2001 : The Very Best Of...
- 2005 : The Collection

## Distinctions
Récompenses
- Brit Awards 1994 : Meilleur artiste solo féminine britannique

Nominations
- Brit Awards 1993 : Révélation britannique
- Brit Awards 1994 :
  - Meilleur album britannique
  - Meilleur single britannique
- Brit Awards 1997 : Meilleure artiste solo féminine britannique